# Imperi Satavahana
L'imperi satavahana (en telugu శాతవాహన సామ్రాజ్యము, sātavāhana) fou una dinastia que va governar part de l'Índia, des de Dharanikota o Amaravati a la costa moderna d'Andhra Pradesh, i més tard a Junnar (Poona) i Pratihisthan o Pratisthana (Paithan) a Maharashtra i Kotilingala (Karimnagar) a Andhra Pradesh, vers 230 aC fins vers 230 dC. Van mantenir la pau després de l'enfonsament de l'imperi maurya. Limitava al nord-est amb el regne de Kalinga, amb el regne Txutu a l'oest i amb el regne Chola al sud.

## Orígens
La data i el lloc d'origen dels Satavahanas, així com el significat del nom de la dinastia, són un tema de debat entre els historiadors. Alguns d'aquests debats s'han produït en el context del regionalisme, amb els actuals Maharashtra, Andhra Pradesh, Karnataka i Telangana que s'han reivindicat de manera diversa com la pàtria original dels Satavahanas.

## Història

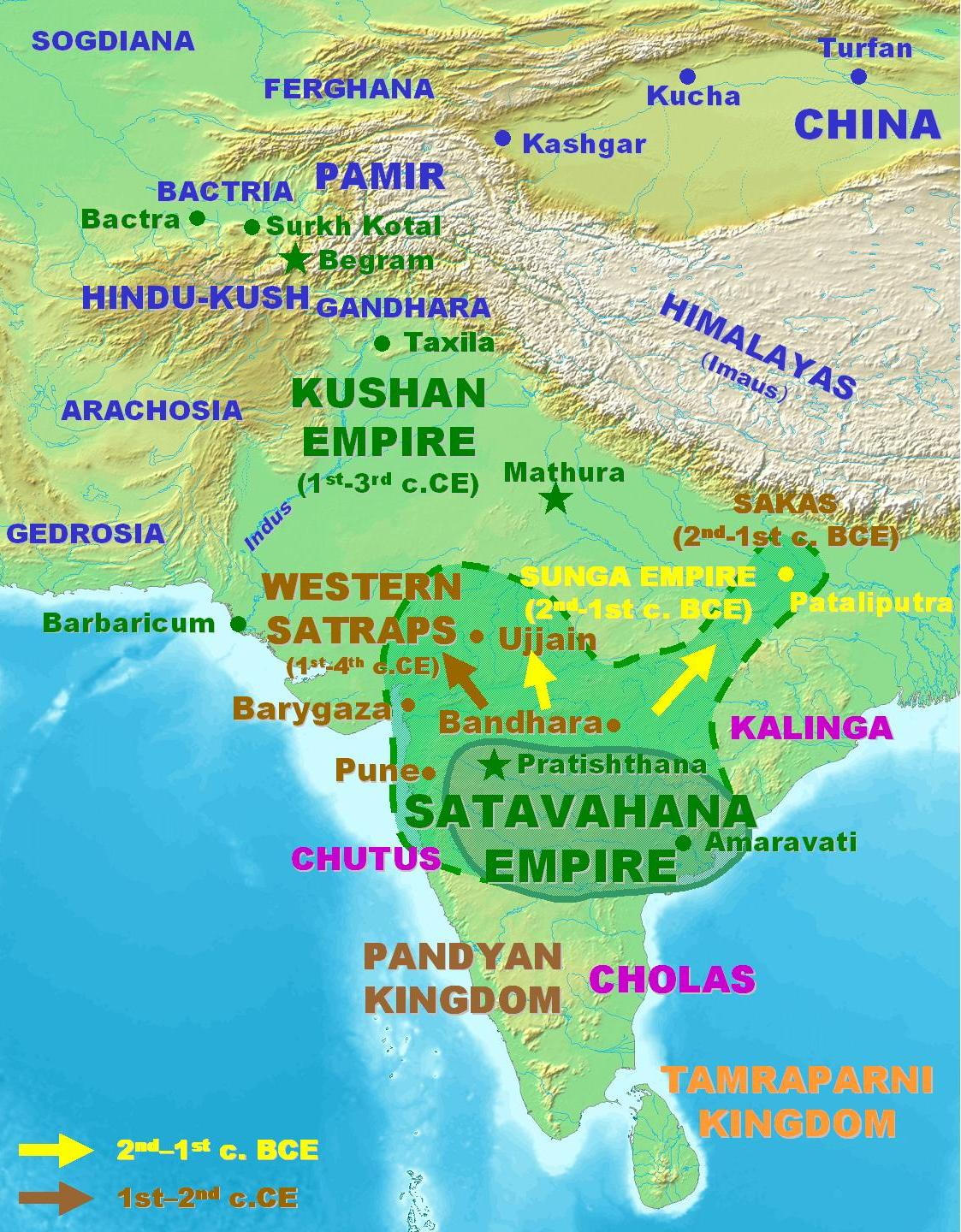
Dominis dels satavahana

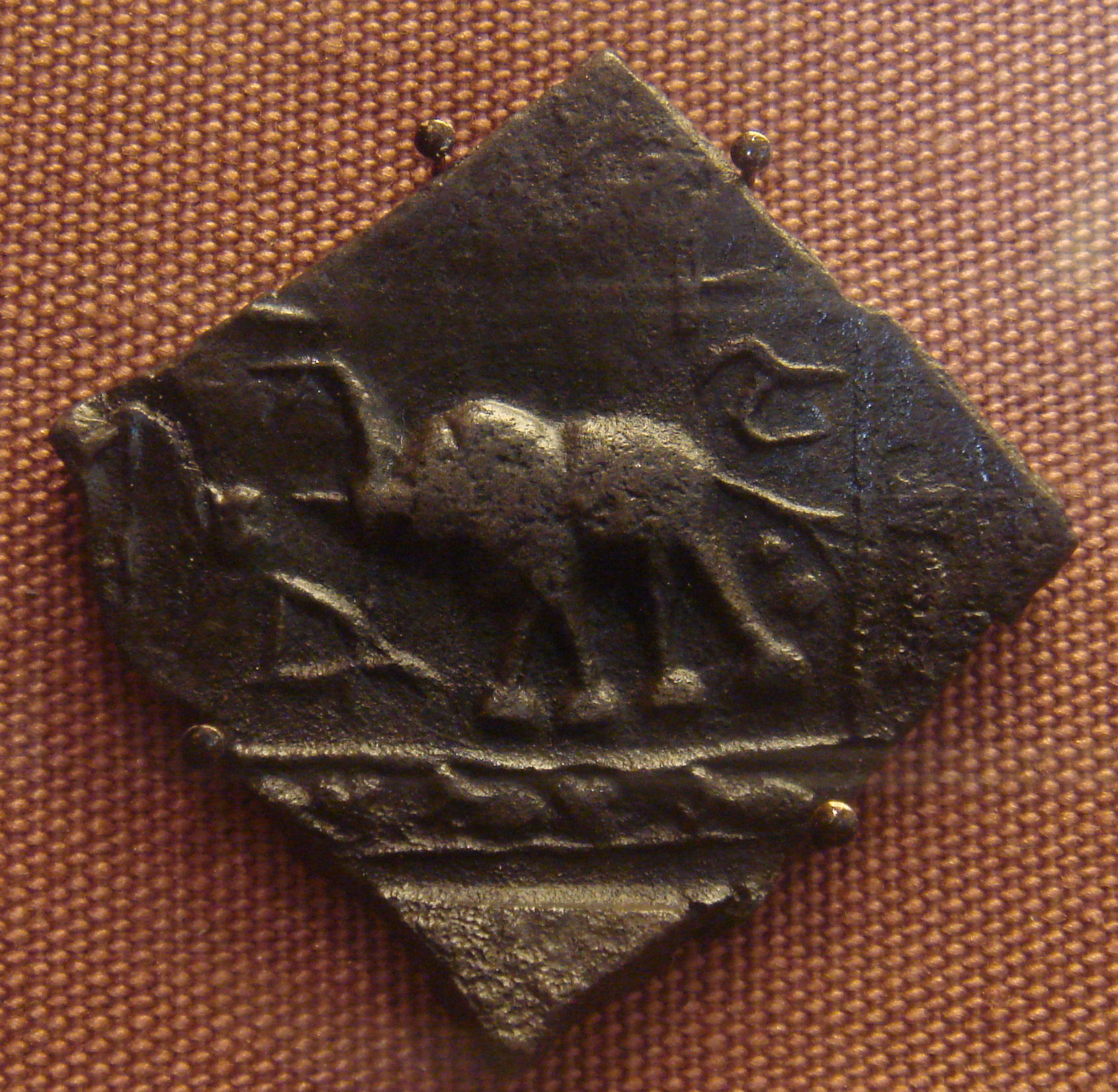
Moneda satavahana del amb inscripcions en alfabet Brahmi.

El poder maurya al Dècan va anar seguit del dels satavahanes que els edictes d'Asoka anomenen com a vassalls i reclama haver-los convertit al budisme amb els yavanes (grecs), kamboges, nabhakes, nabhapamkits, bhoges, pitinikes i parades o palides. L'evidència arqueològica els fa originaris de Kotilingala a Andhra Pradesh i originalment bramins hinduistes. S'haurien fet independents després de la mort d'Asoka el 232 aC. A les monedes apareixen com Sātavāhanas, Sātakarnīs (Satkarnis), Andhras i Andhrabhrityas. El nom sànscrit és shatvahana, shalivahana o Shatakarni; el nom Satakani semble ser aborigen i tindria origen en les paraules Sada (cavall) i kon (fill), que indicaria un tòtem dels no aris. Sada (cavall) en sànscrit és Sapti. Les terminacions karna i vahana indicarien "descendents de". Monedes genèriques dels Satavahana s'han trobat a Hyderabad (Índia) el 1945. Mesgàstenes els esmenta com andarae i diu que tenien cent mil soldats d'infanteria, 2000 de cavalleria i 1000 elefants a més de 30 fortaleses. La dinastia va dominar sobre tot Maharashtra entre 230 aC i vers 230 dC.
En aquest temps la dinastia Kanva va reemplaçar la dinastia Sunga. Els puranes esmenten com a primer rei a Simuka, al que va succeir Kanha, el seu germà, ja que Satakarni I, el fill de Simuka, era encara massa jove. Kanha va estendre el regne fins a Nashik a l'oest. El seu successor Satakarni I va conquerir l'oest de Malwa, Anupa i Vidarbha, aprofitant l'agitació causada per les invasions del Regne Indogrec al nord de l'Índia, i va realitzar sacrificis vèdics com l'ashvamedha i el rajasuya, patrocinant als bramans en lloc dels budistes, i els va donar una quantitat substancial de riquesa.
Cap al 72 aC, Satakarni II va derrotar a l'Imperi Sunga al nord incorporant Malwa occidental; també va lluitar amb el Regne de Kalinga, on regnava Kharavela al que esmenta a la inscripció d'Hathigumpha; segons el purana Yuga va conquerir Kalinga a la mort de Kharavela. Es va estendre cap a Madhya Pradesh i va rebutjar als saces de Pataliputra. En aquest temps la dinastia governava amb capital a Pratishthānapura (Paithan) a Maharashtra. El regnat de Satakarni II va ser seguit pel col·lapse de l'Imperi Satavahana i va topar amb els saces, que havien format la dinastia del Ksàtrapes occidentals;
El rei Hāla, vassall dels Ksàtrapes (vers 20-24) és famós per haver compilat la cal·lecció de poemes marathes Gaha Sattasai (en sànscrit Gāthā Saptashatī); el que es conserva seria una reedició d'un segle o dos després. Tant Hāla com els seus quatre successors, van tenir regnats curts, en total una dotzena d'anys. L'època següent coincidirà amb el rei Nahapana, quan els ksatrapes van ocupar Malwa oriental, el sud de Gujarat i el nord de Konkan, de Broach a Sopara als districtes de Nasik i Poona. L'existència de monedes de Nahapana a la regió de Nasik indica que els kstrapes van dominar aquesta regió al segle I i les regions perifèriques. Els puranes Matsya, Vayu, Brahmanda i Vishnu estant tots d'acord que els satavahana van pujar al poder al segle I aC matant a Susarman, el darrer rei dels Kanves. fet atribuït a Pulomavi (vers 30-6 aC), que governava a Pataliputra.

Dominis de Gautamiputra Satakarni

El poder satavahana va reviure altre cop amb Gautamiputra Satakarni (el seu regnat se situaria vers 78-106 però les dades són incertes), conegut també com a Shalivahan, que va enderrocar a Nahapana i fou el destructor dels invasors saces, yavanes (grecs) i pahalaves (indoparts). Va recuperar moltes de les províncies perdudes. Fou un defensor de l'hinduisme. La seva mare fou Gautami Balasri, que esmenta en una inscripció les victòries del seu fill sobre els saces, yavanes (grecs) i pahlaves (indoparts) i sobre la família Khakharata (la família Kshaharata de Nahapana). També hauria derrotat al rei sacae Vikramaditya el 78 i va iniciar el calendari conegut com era Shalivahana o Sacae, encara seguit pels marathes i els telugus. El 1864 es van trobar algunes inscripcions a les coves de Nasik, referides al 18è i el 24è any de regnat de Gautamiputra Satakarni i una inscripció del temps del seu fill Vasishthiputra Pulumavi (vers 106-130). Gautamiputra fou el primer rei que va encunyar monedes amb la seva esfinx, en estil derivat dels ksatrapes.
De Vasishthiputra Pulumavi, que va regnar uns 24 anys s'han trobat també monedes als districtes de Godavari i de Guntur, i va renovar la lluita amb els saces mantenint el territori de Gautamiputra i recuperant la regió de Bellary perduda pels seus antecessors, governant un regne pròsper. S'han trobat inscripcions a Kanheri i Nasik. El va succeir Vashishtiputra Satakarni germà de Gautamiputra, casat amb una filla de Rudradaman I dels ksatrapes occidentals per forjar una aliança, però sogre i gendre es van enfrontar en dues ocasions i Vashishtiputra Satakarni fou derrotat i va salvar la vida a causa dels lligams familiars. Una inscripció de Rudradaman datada el 150 a Junagarh, explica les dues derrotes i diu que no el va destruir pel seu parentesc proper. Rudradarman va recuperar els territoris perduts pels saces i que havien estat dominats per Nahapana, excepte el sud de Maharashtra a Poona i Nasik i els dominis satavahanes van quedar reduïts al seu domini original al Dècan i l'Índia centreoriental entorn d'Amaravati.
El darrer gran rei de la dinastia fou Yajna Sri Satakarni, germà de Vashishtiputra Satakarni, que va derrotar els ksatrapes i va reconquerir les regions occidentals del centre de l'Índia, és a dir el sud dels dominis dels ksatrapes. Les seves monedes inclouen figures de vaixells, probablement indicant el seu poder naval. Va governar Aparanta i probablement tota la part oriental de Madhya Pradesh. El seu regnat hauria estat vers 170 a 199. Monedes seves s'han trobat a Saurashtra. Els Satavahana va començar a declinar després de Yajna Sri Satakarni, mentre que els sàtrapes occidentals continuarien prosperant durant dos segles més.
Quatre o cinc reis que ja només van governar sobre el Dècan sud-oriental van seguir a Yajna Satakarni i van governar almenys fins al 220, potser fins prop del 250. Els noms dels reis varien segons les fonts potser perquè hi va haver diverses branques governant al mateix temps. Una llista dona els noms de Karna, Kumbha i Rudrasatakarni 
Del seu final no se'n sap gairebé res. Els txutus els van suplantar a Maharashtra i Kuntala (Sangli). Una tradició posterior (del segle ix) diu que Virakurcha, el primer rei pallava notable, va agafar la corona amb la filla del rei naga però K. A. N. Sastri pensa que això és un record de la conquesta dels txutus pels pallaves. Per una moneda trobada a Kondapur el 1941 del rei txutu Mana fill de Bharadvaja, inclou la paraula Sakamanatxutukukulasya i els signes del llamp i la fletxa el que indica l'origen sacae dels txutus; ell mateix s'esmenta com un gran general vassall dels satavahanes, que finalment hauria enderrocat als seus senyors.

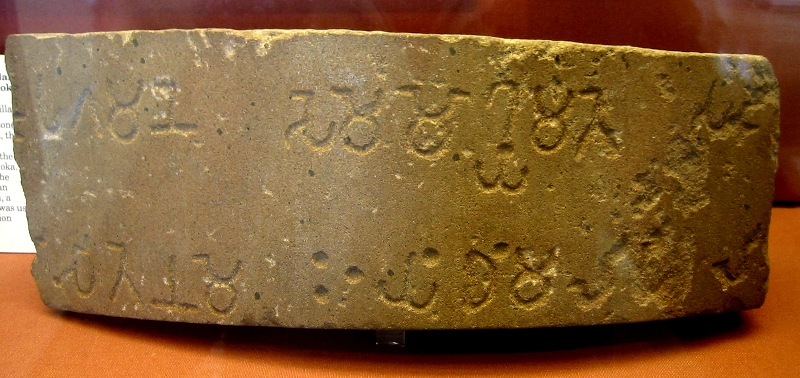
Els edictes d'Asoka esmenten els satavahanes com a feudataris; fragment del 6è pilar (238 aC), en brahmani al Museu Britànic.

Diverses dinasties es van repartir els seus dominis:
- Ksatrapes Occidentals, el nord-oest
- Andhra Ikshvaku (o Sriparvatiyes) a la regió de Kistna-Guntur (220-320).
- Abhira, a la part occidental que van dominar Pratishthānapura.
- Txutu de Banavasi al nor de Karnataka.
- Kadamba de Banavasi al nord de Karnataka.
- Pallava de Kanchipuram, sota Simhavarman I (vers 275-300).

## Llista dels reis

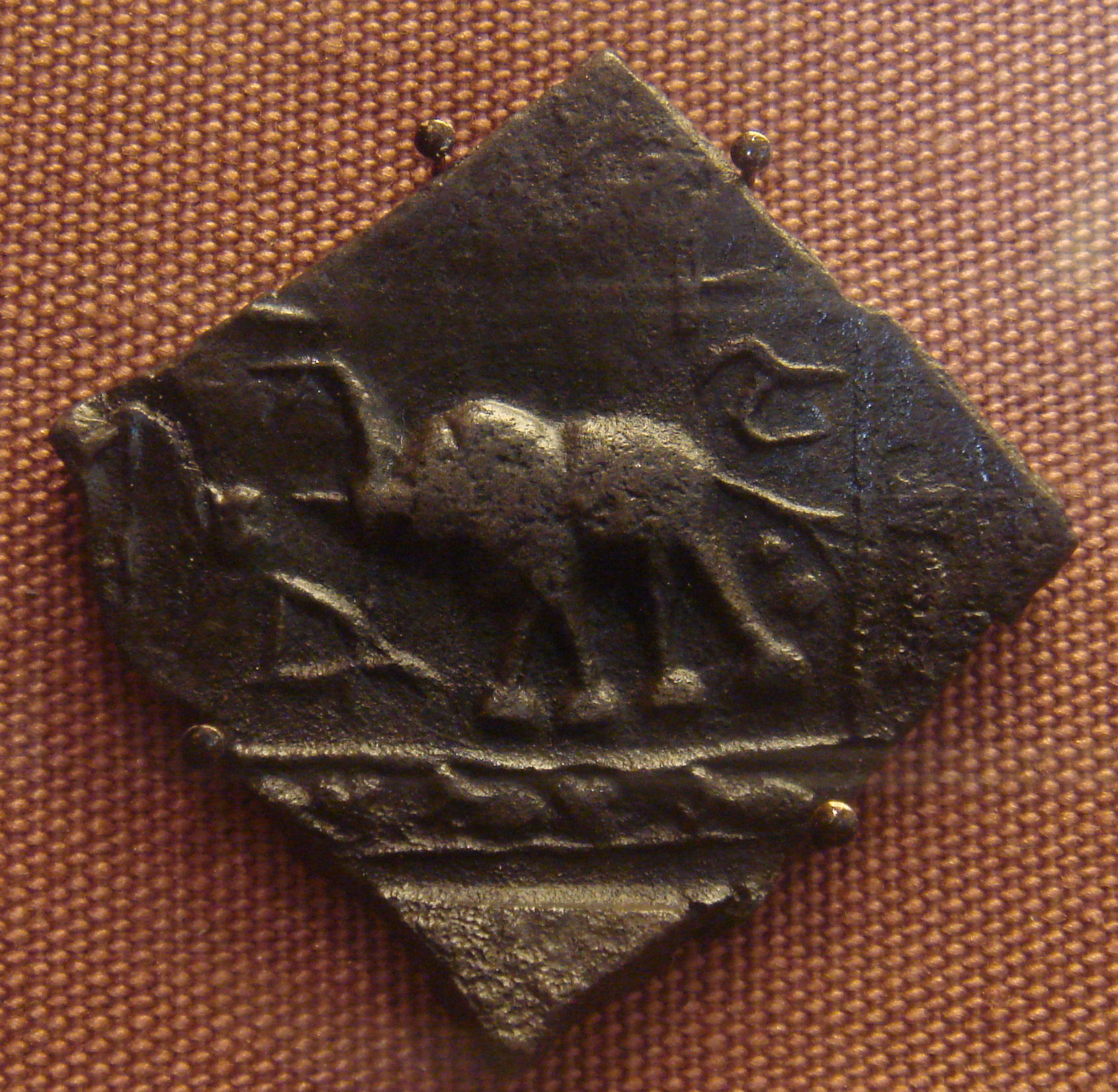
Moneda satavahana del segle I aC escrita en brahmi: "(Sataka)Nisa". Museu Britànic.

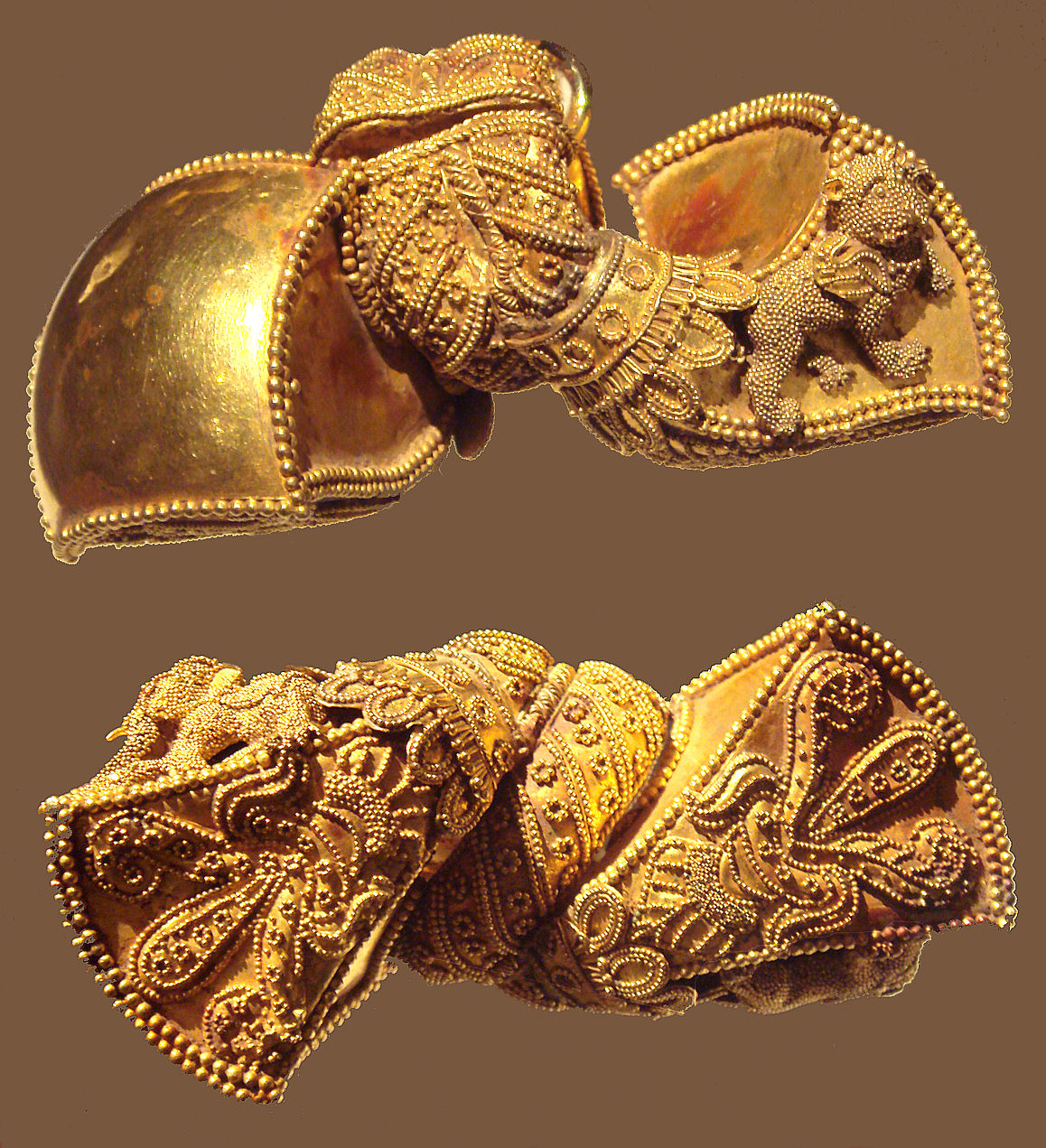
Arracades reials del segle I aC

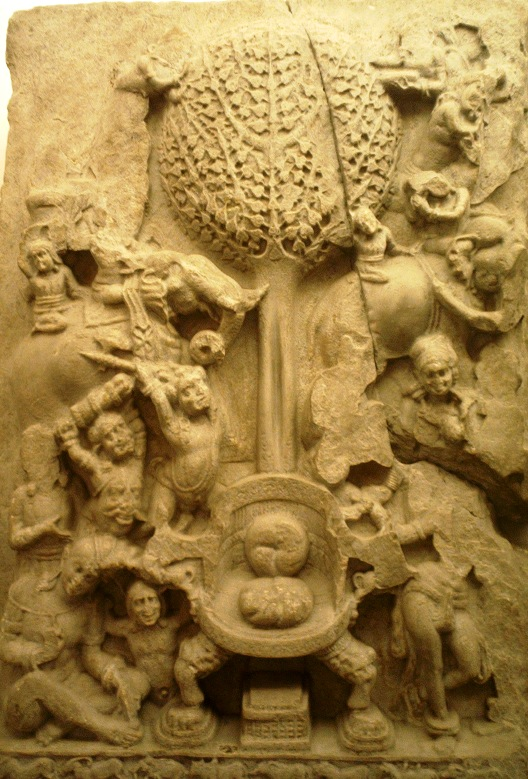
Representació de l'assalt de Mara a Buda,, Amaravati.

Himanshu Prabha Ray proporciona la següent cronologia, basada en proves arqueològiques i numismàtiques i presenta algunes diferències amb d'altres.
- Simuka
- Kanha
- Satakarni I
- Satakarni II
- Hāla (vassall dels Ksàtrapes occidentals)
- Nahapana (vassall dels Ksàtrapes occidentals)
- Gautamiputra Satakarni
- Vasishthiputra Pulumavi
- Vashishtiputra Satakarni
- Shivaskanda Satakarni
- Yajna Sri Satakarni
- Vijaya Satakarni
- Chandra Shri (al sud-est del Dècan)
- Pulumavi II (al sud-est del Dècan)
- Abhira Isvarasena (al sud-est del Dècan)
- Madhariputra Sakasena (al sud-est del Dècan)
- Haritiputra Satakarni (al sud-est del Dècan)